# Jan Both
Jan Both (Utrecht, 1618 – Utrecht, 1652) è stato un pittore olandese, noto come paesaggista.

## Biografia

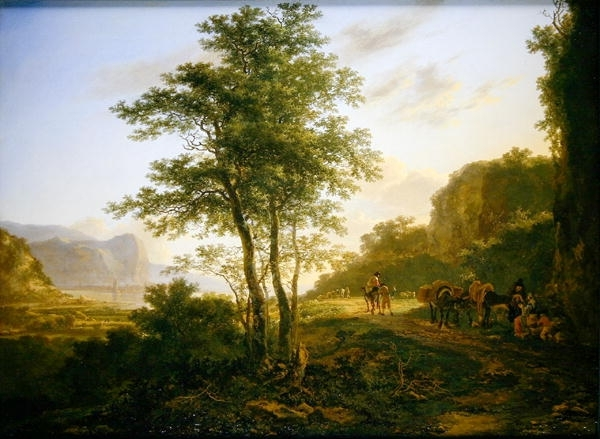
Jan Both, Paesaggi naturali.

Era figlio di un maestro e di un disegnatore di cartoni per vetrate e per decorazioni su vetri, con il quale fece l'apprendistato.
Successivamente entrò nell'ambiente artistico e colto della sua città restando influenzato dapprima dagli studi su Tiziano, Raffaello e Michelangelo e successivamente dal Caravaggio.

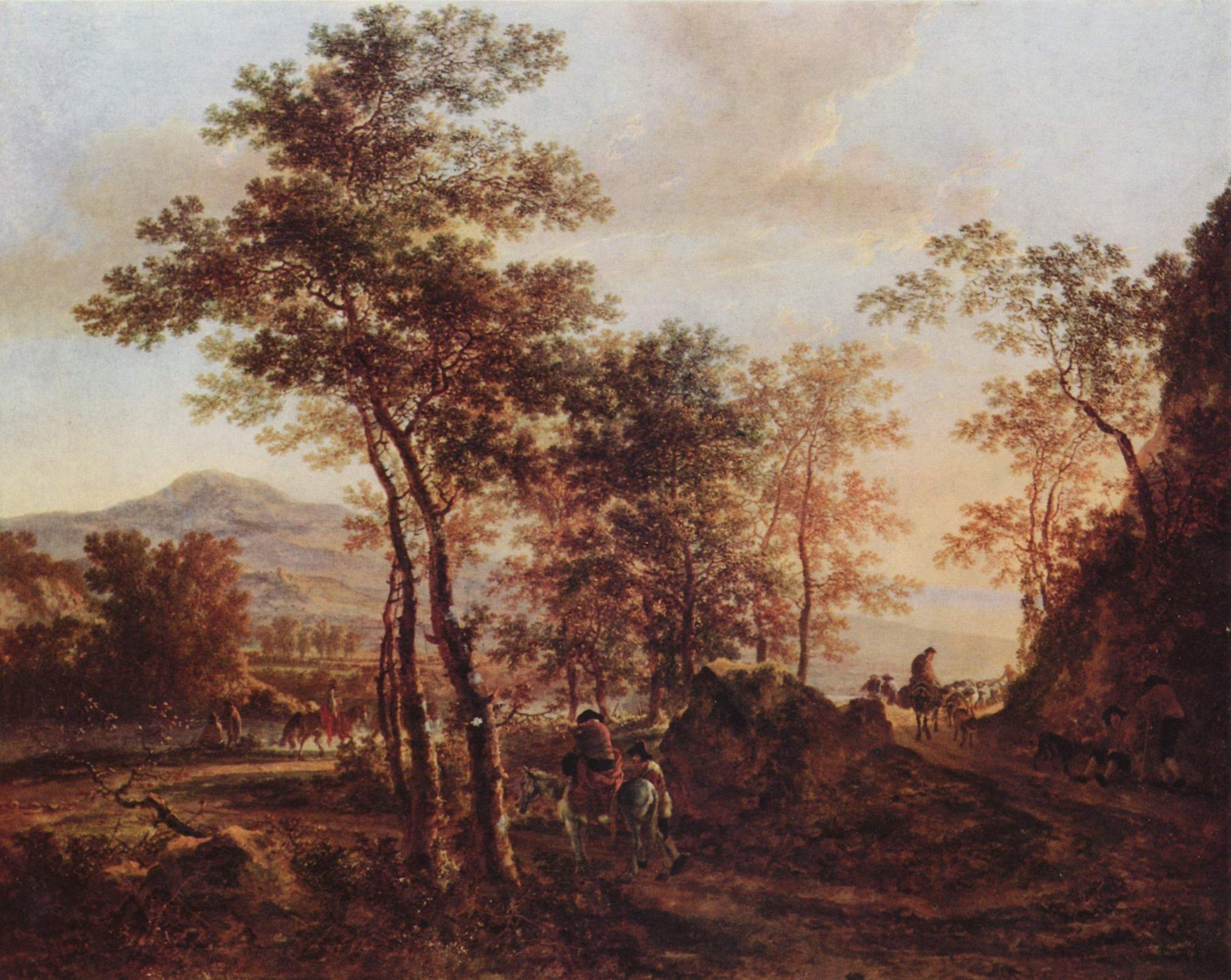
Paesaggio di Jan Both (Karlsruhe)

Nel 1634 fu allievo di Abraham Bloemaert, ancora ancorato ai classici, e ricevette l'influenza di Carel de Hooch, pittore paesaggista, prima di recarsi in Francia e in Italia, dove soggiornò nel biennio 1639-1640, assieme al fratello Andries, anche lui pittore. La sua permanenza romana gli consentì di affinare e stabilizzare il suo stile orientandolo verso una interpretazione idealizzata della natura, impreziosita dalle influenze di Claude Lorrain. I caratteri emergenti delle sue opere, assunsero quindi scene ad effetto, luminosità sfuocata, alonature e luci radiosi.
Prima di lasciare la capitale romana, Both ebbe modo di conoscere i Bamboccianti.
Intorno al 1641, Both abbandonò Roma per indirizzarsi verso Venezia prima di ritornare a Utrecht, località nella quale ritrovò una atmosfera pittorica italianeggiante, grazie alla presenza di Cornelis van Poelenburch.
Il fratello Andries morì durante una sosta a Venezia, a causa di una disgrazia. 
Tra le sue opere risultarono numerosi i paesaggi, spesso romaneschi o comunque italianeggianti, completati da gruppi e figure che nel loro insieme formarono un componimento popolaresco e contadino innovativo rispetto al solito paesaggio mitologico e biblico.
Nel corso della sua breve ma significativa carriera, Jan Both ha spesso collaborato con altri artisti. Oltre ai già menzionati Claude Lorrain e Cornelis van Poelenburch, si ricordano Jan Baptist Weenix, Pieter Jansz Saenredam e i tessitori Nicholas. La scelta dei soggetti e l'esemplarità della composizione nelle opere di Both sono stati ammirati da molti contemporanei e sono stati una delle principali fonti di ispirazione per la terza generazione di artisti olandesi influenzati dalla pittura italiana, tra i quali Willem de Heusch, Frederik de Moucheron, Nicolaes Berchem, Adam Pynacker e Aelbert Cuyp. Anche il suo stile di disegno è stato spesso imitato, in conformità all'originale, tra i quali, dal suo allievo Jan Hackaert.
Negli anni sessanta del XX secolo, l'arte di Jan Both ed i suoi significati per la pittura paesaggistica olandese furono riscoperti, tra gli altri, da uno studio di M. R. Waddinghams.

## Opere principali con galleria
| Titolo                                                      | Data            | Tipo    | Località                                | Immagine |
| ----------------------------------------------------------- | --------------- | ------- | --------------------------------------- | -------- |
| Paesaggio montano italiano con pastori a riposo             | 1634-1652       | Pittura | Onbekend                                |          |
| Paesaggio italiano con mulo                                 | 1640-1652       | Pittura | Rijksmuseum, Amsterdam                  |          |
| Paesaggio italiano con vista su un porto                    | 1640-1652       | Pittura | Rijksmuseum, Amsterdam                  |          |
| Paesaggio del sud con cavalieri e un carro trainato da buoi | 1640-1652       | Pittura | Rijksmuseum, Amsterdam                  |          |
| Paesaggio italiano                                          | Circa 1645      | Pittura | Mauritshuis, L'Aia                      |          |
| Paesaggio italiano                                          | Circa 1645      | Pittura | Mauritshuis, L?Aia                      |          |
| Paesaggio italiano alla sera                                | Circa 1645      | Pittura | Museo Boijmans Van Beuningen, Rotterdam |          |
| Sentiero di montagna                                        | Circa 1645-1650 | Pittura | Dulwich Picture Gallery, Londra         |          |
| Paesaggio italiano con disegnatore                          | Circa 1650      | Pittura | Rijksmuseum, Amsterdam                  |          |